# Индепендиенте Санта Фе
Индепендиенте Санта Фе, известен и само като Санта Фе (на испански: Independiente Santa Fe) е колумбийски футболен отбор от столицата Богота. Създаден на 28 февруари 1941 г., той е първият един от най-големите и най-популярните отбори в страната. Санта Фе е първият шампион на страната в професионалната ера, а освен това има още седем шампионски титли, две Купи на Колумбия и една Суперлига Коломбиана. Един от трите отбора, заедно с Атлетико Насионал и Мийонариос, които никога не са играли в по-долна дивизия от Категория Примера А.

## История
Отборът е създаден през 1941 г. от ученици от елитното частно училище Химнасио Модерно. Въпреки че първата емблема на отбора съдържа жълт и червен цвят – цветовете от знамето на Богота, за цветове на отбора са избрани бяло и червено. Има различни теории за този избор, като според най-разпространената един от съоснователите на отбора, Луис Робледо, се е спрял на тези цветове, защото е учил в Англия, където е бил фен на Арсенал.
През първия си сезон отборът се състезава във втора дивизия на аматьорското първенство на Богота и завършва на второ място. Следващата година Санта Фе вече е в първа дивизия, а треньор е англичанинът Джак Грийнуел, бивш футболист и треньор на Барселона. Шампионатът е прекратен по средата, а в турнира на департамент Кундинамарка отборът губи финала срещу Америка де Кали. През 1948 г. се провежда първото професионално първенство на Колумбия, а Санта Фе става шампион с 12 победи и 3 равенства от общо 18 мача.

## Дербита
Класико боготано или Класико капитолано се нарича дербито между Индепендиенте Санта Фе и Мийонариос – и двата отбора от Богота се смятат за най-големите тимове в страната. Това е единственото регионално дерби, което се е състояло във всички сезони на Категория Примера А. До края на 2014 г. дербито се е играло 296 пъти, като Мийонариос има категоричен превес – 112 победи срещу 81 загуби и 103 равенства.
Друго голямо съперничество е това между Санта Фе и Америка де Кали. То датира от края на 80-те и началото на 90-те години на 20 век. Кулминацията е през 1999 г., когато двата отбора се изправят на финала на Копа Мерконорте. Индепендиенте печели първия мач като гост с 2:1, но губи реванша с 0:1 и така се стига до дузпи, при които играчите на Америка са по-точни. Това дерби се счита за едно от най-опасните в колумбийския футбол – в сблъсъци между феновете загиват общо трима привърженици на Индепендиенте и двама на Америка.
От по-нови дни е т.нар. Червено-зелено дерби, противопоставящо Санта Фе и Атлетико Насионал. В последно време това са колумбийските отбори с най-предно класиране в класацията на Международната футболна федерация по история и статистика IFFHS, като към месец март 2014 г. Атлетико е пети, а Индепендиенте – 13 в света.

## Известни бивши футболисти
- Адолфо Валенсия
- Адриан Рамос
- Алфонсо Каньон
- Данило Морено Асприля
- Драгослав Шекуларац
- Карлос Апонте
- Радослав Бечеяц
- Фарид Мондрагон
- Фреди Ринкон
- Хосе Висенте Греко
- Хуан Мануел Пеня
- Рафаел Перес

## Успехи
Национални
- Категория Примера А:
  - Шампион (8): 1948, 1958, 1960, 1966, 1971, 1975, 2012 А, 2014 Ф
  - Вицешампион (4): 1963, 1979, 2005 А, 2013 А
- Купа на Колумбия:
  - Носител (2): 1989, 2009
  - Второ място (2): 1950/1951, 2014
- Суперлига Коломбиана:
  - Носител (1): 2013

Международни
- Копа Либертадорес:
  - Полуфиналист (2): 1961, 2013
- Копа Судамерикана:
  - Четвъртфиналист (1): 2011
- Копа КОНМЕБОЛ:
  - Финалист (1): 1996
- Копа Мерконорте:
  - Финалист (1): 1999
- Копа Симон Боливар:
  - Носител (1): 1970

## Рекорди
- Най-голяма победа: 10:2 срещу Уракан де Меделин, 3 август 1949
- Най-голяма загуба: 9:1 срещу Депортиво Кали, 2 май 1954
- Най-много мачове: Алфонсо Каньон – 504
- Най-много голове: Алфонсо Каньон – 146

### Футболисти с най-много мачове
| Място | Име                    | Мачове |
| ----- | ---------------------- | ------ |
| 1     | Алфонсо Каньон         | 504    |
| 2     | Карлос Родригес        | 359    |
| 3     | Хамес Мина Камачо      | 346    |
| 4     | Агустин Хулио          | 345    |
| 5     | Ернандо Куеро          | 313    |
| 6     | Мануел Асискло Кордоба | 306    |
| 7     | Вилиам Моралес         | 302    |
| 8     | Рафаел Пачеко          | 296    |
| 9     | Хосе Ернесто Диас      | 287    |
| 10    | Валтиньо               | 283    |

### Футболисти с най-много голове
| Място | Име                   | Голове |
| ----- | --------------------- | ------ |
| 1     | Алфонсо Каньон        | 146    |
| 2     | Лейдер Пресиадо       | 115    |
| 3     | Алберто Перасо        | 98     |
| 4     | Освалдо Пансуто       | 89     |
| 5     | Омар Лоренсо Девани   | 82     |
| "     | Херман Антон          | 82     |
| 7     | Адолфо Валенсия       | 78     |
| 8     | Ектор Хавиер Сеспедес | 73     |
| 9     | Омар Перес            | 70     |
| 10    | Хосе Пепийо Марин     | 67     |